# Giannis Masouras
Giannis Masouras (Grieks: Γιάννης Μασούρας) (Patras, 24 augustus 1996) is een Grieks voetballer die door Sparta Rotterdam van Olympiakos Piraeus wordt gehuurd.

## Carrière
Giannis Masouras speelde in de jeugd van Atromitos Patras en Panachaiki GE. Bij deze club maakte hij op 22 maart 2014 zijn debuut in de Football League South tegen Vyzas FC. In het seizoen erna kwam hij vaker in actie, waarna hij in 2015 transfervrij de overstap naar competitiegenoot AE Larissa 1964 maakte. Hier promoveerde hij in zijn eerste seizoen naar de Super League door kampioen te worden van de Football League. Op het hoogste niveau kwam hij in het eerste seizoen na de promotie weinig in actie, maar in het seizoen 2017/18 werd hij een vaste basisspeler op meerdere posities op de rechterflank. Dit leverde hem in 2018 een transfer op naar de topclub Olympiakos Piraeus, wat een miljoen euro voor hem betaalde. Hier kwam hij echter niet in actie, op drie bekerwedstrijden na. Zodoende werd hij de tweede seizoenshelft van het seizoen 2018/19 aan Panionios verhuurd. Na nog een halfjaar huur bij Panionios, werd Masouras begin 2020 aan zijn oude club AE Larissa 1964 verhuurd. Hier speelde hij maar één wedstrijd. Na deze binnenlandse uitleningen, volgden twee buitenlandse verhuurperiodes: In het seizoen 2020/21 aan het Poolse Górnik Zabrze en in het seizoen 2021/22 aan Sparta Rotterdam.

### Statistieken
| Seizoen                        | Club               | Land           | Competitie            | Competitie | Competitie | Beker | Beker | Totaal | Totaal |
| Seizoen                        | Club               | Land           | Competitie            | Wed.       | Dlp.       | Wed.  | Dlp.  | Wed.   | Dlp.   |
| ------------------------------ | ------------------ | -------------- | --------------------- | ---------- | ---------- | ----- | ----- | ------ | ------ |
| 2013/14                        | Panachaiki GE      | Griekenland    | Football League South | 2          | 0          | 0     | 0     | 2      | 0      |
| 2014/15                        | Panachaiki GE      | Griekenland    | Football League South | 11         | 0          | 1     | 0     | 12     | 0      |
| 2015/16                        | AE Larissa 1964    | Griekenland    | Football League       | 14         | 0          | 4     | 0     | 18     | 0      |
| 2016/17                        | AE Larissa 1964    | Griekenland    | Super League          | 2          | 0          | 1     | 0     | 3      | 0      |
| 2017/18                        | AE Larissa 1964    | Griekenland    | Super League          | 23         | 0          | 7     | 3     | 30     | 3      |
| 2018/19                        | Olympiakos Piraeus | Griekenland    | Super League          | 0          | 0          | 3     | 0     | 3      | 0      |
| 2018/19                        | → Panionios        | Griekenland    | Super League          | 7          | 1          | 1     | 0     | 8      | 1      |
| 2019/20                        | → Panionios        | Griekenland    | Super League          | 13         | 0          | 1     | 0     | 14     | 0      |
| 2019/20                        | → AE Larissa 1964  | Griekenland    | Super League          | 1          | 0          | 0     | 0     | 1      | 0      |
| 2020/21                        | → Górnik Zabrze    | Polen          | Ekstraklasa           | 23         | 0          | 2     | 0     | 25     | 0      |
| 2021/22                        | → Sparta Rotterdam | Nederland      | Eredivisie            | 9          | 0          | 1     | 0     | 10     | 0      |
| Carrièretotaal                 | Carrièretotaal     | Carrièretotaal | Carrièretotaal        | 105        | 1          | 21    | 3     | 126    | 4      |
| Bijgewerkt op 15 december 2021 |                    |                |                       |            |            |       |       |        |        |